# Deforestación en Costa de Marfil
La deforestación en Costa de Marfil alcanzó proporciones alarmantes en la segunda mitad del siglo XX, debido a la agricultura y, en menor medida, a la tala de árboles y la construcción de infraestructuras. La conversión de los bosques en terrenos arbolados no debe verse solo de forma negativa, ya que forma parte de una cierta forma de racionalidad económica, pero la extensión de este fenómeno supone una amenaza para la biodiversidad y contribuye al calentamiento global. Se están tomando medidas nacionales e internacionales para invertir la tendencia. 

## Estado de los lugares
La cubierta forestal del país se redujo de 15 millones de hectáreas a principios del siglo XX a 9 millones en la década de 1950 y a 3 millones en 1993.
Según datos más recientes, la cubierta forestal se redujo de 7,85 millones de hectáreas en 1986 a 5,09 millones de hectáreas en 2000, y luego a 3,4 millones de hectáreas en 2015, lo que representa unas tasas de pérdida anuales del 3,04% y el 2,66% respectivamente. La tasa de deforestación se redujo entre 2000 y 2015, pero sigue siendo muy superior a la capacidad de regeneración del bosque natural.
La deforestación aumentó en los treinta años posteriores a la independencia y alcanzó su punto máximo entre 2000 y 2015, cuando el país atravesaba una crisis político-militar. En 2015, el 80% de la superficie forestal clasificada estaba ocupada por parcelas agrícolas. En menos de un siglo, el país ha perdido el 90% de sus bosques naturales.
La reciente aceleración de este fenómeno no debe ocultar el hecho de que el bosque secundario ya constituía la mitad de la cubierta forestal a principios del siglo XX y que la transformación en tierras agrícolas no se corresponde totalmente con la deforestación debido a la importancia de la arboricultura.

## La consecuencia de la expansión agrícola

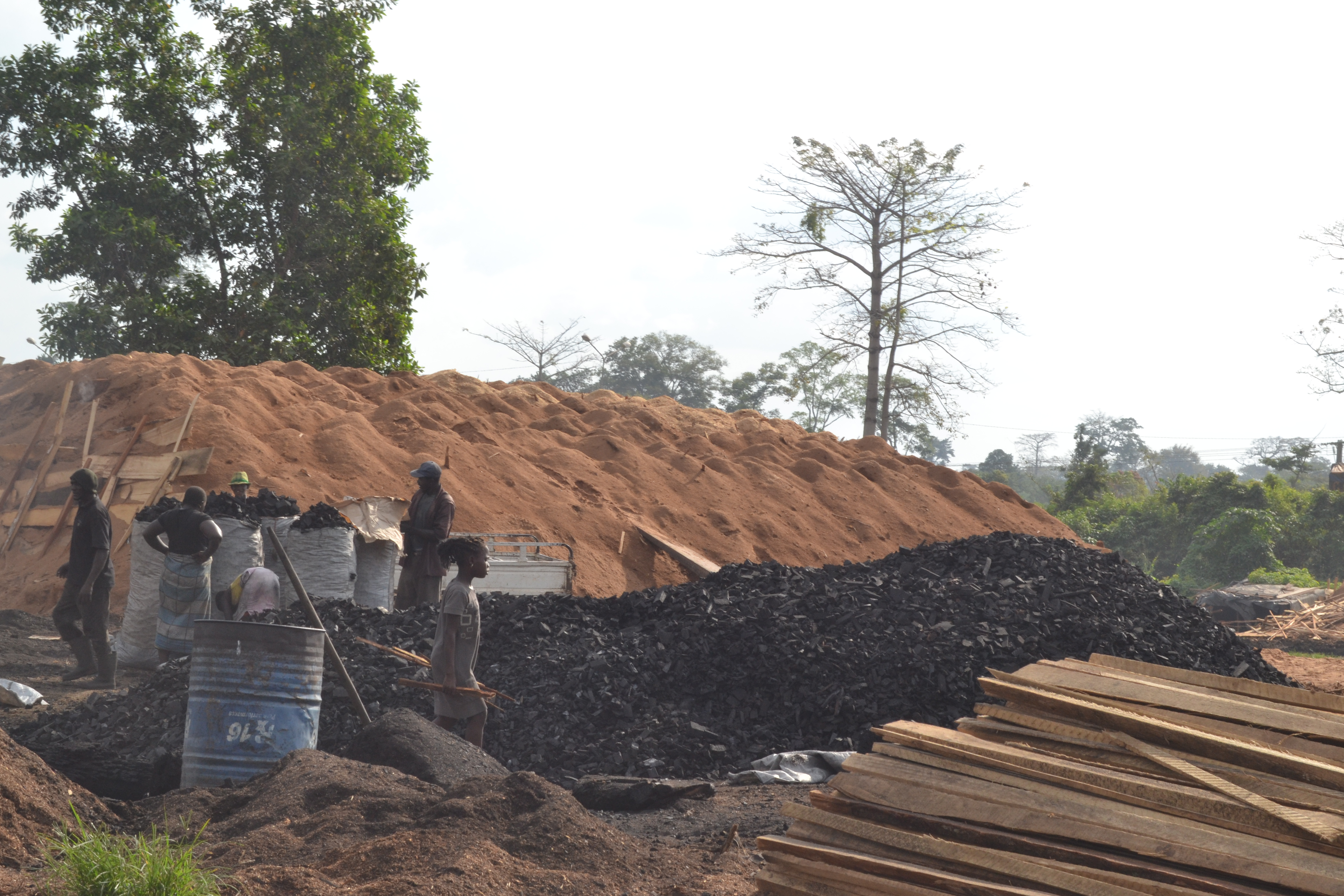
Fabricación de carbón vegetal cerca de Yamoussoukro.

La apropiación del bosque por parte de los campesinos se inició bajo la colonización con una política voluntarista del Estado, participando tanto en la explotación forestal como en las plantaciones. Entre 1925 y 1955, la monopolización de la explotación de la madera por parte de las industrias coloniales empujó a las poblaciones indígenas a dedicarse al cultivo del cacao. Entre 1955 y 1980, la producción en la zona forestal se diversificó con la liberalización del acceso al bosque y el desarrollo de plantaciones industriales o aldeanas de cocoteros y caucho. Entre 1956 y 1980, las exportaciones de madera pasaron de 210 000 a casi 3 000 000 de toneladas. La introducción del bulldozer y del camión maderero favoreció el desplazamiento de las zonas de producción forestal, inicialmente limitadas al sureste.

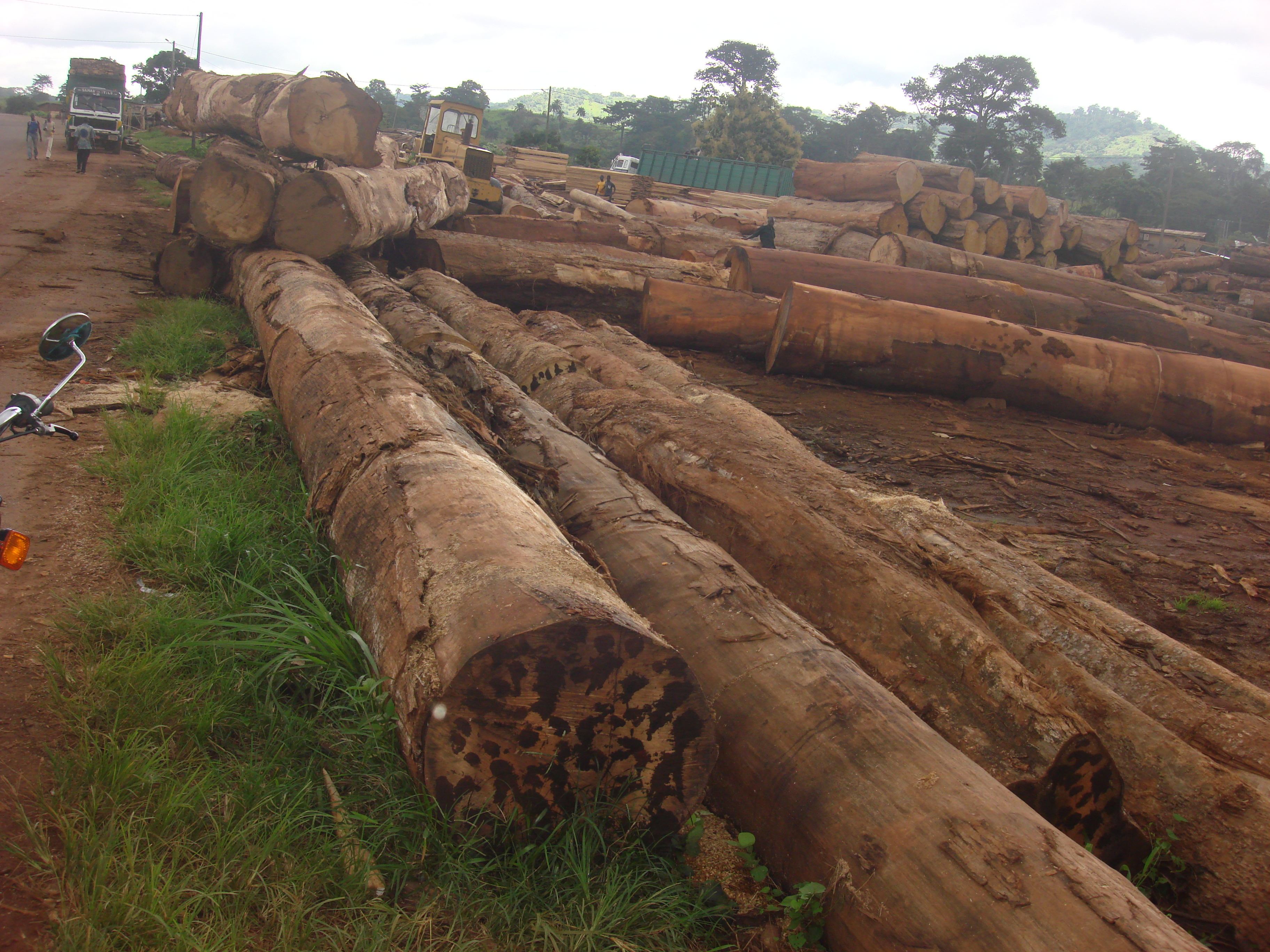
Explotación de la madera en Costa de Marfil.

La expansión de las tierras agrícolas, especialmente el cultivo del cacao, es la principal causa de la deforestación. La explotación de la madera, que antes era un componente importante de las exportaciones, ha disminuido tras la expansión del cultivo del cacao y el café. Como resultado, la producción de madera y de madera para muebles en la zona rural ha disminuido de 1,3 millones de m³ en 2005 a 1,1 millones de m³ en 2015. El consumo de combustible de madera, la minería y el lavado de oro son también factores directos de este fenómeno.

## Medidas políticas
El Código Forestal de 1965 condicionaba el acceso a las empresas forestales a su capacidad de transformación in situ. El principio de la gestión forestal sostenible, en el que se basaban los decretos de 1912-1913 y el Código Forestal de 1935, se abandonó en 1975 en favor del cultivo del cacao. La segregación espacial de la superficie forestal fue seguida por una dinámica pionera hasta la década de 1980, cuando el agotamiento de los bosques provocó un cambio de perspectiva1 . 
La mala gobernanza, la falta de coordinación política, la falta de seguridad y la presión demográfica contribuyen indirectamente a la deforestación.
Costa de Marfil se adhirió al mecanismo internacional REDD+ en 2011 para combatir el calentamiento global y restaurar su cubierta forestal. Este compromiso se refleja en una política forestal basada en la Convención Marco de las Naciones Unidas sobre el Cambio Climático. El plan REDD+ incluye incentivos para combatir la deforestación agrícola mediante la mejora de la productividad en este sector y para aplicar una gestión sostenible de los recursos naturales.

En 2014, una ley promulgada como código forestal asignó la propiedad de los árboles a los propietarios y a las plantaciones para fomentar la reforestación. El país cuenta con 234 bosques clasificados con una superficie total de 4.196.000 hectáreas, gestionados desde 1992 por la Société de développement des forêts (Sodefor).
En febrero de 2019, el gobierno adoptó una “Estrategia para la Preservación, Rehabilitación y Extensión de los Bosques” (SPREF), diseñada para lograr una tasa de cobertura forestal del 20% para 2020-2030, es decir, 6,45 millones de hectáreas. Sin embargo, este plan se ve obstaculizado por el monocultivo del cacao. Operativa desde 2020, la Brigada Especial de Vigilancia e Intervención (BSSI), con 650 soldados en el momento de su creación, se encarga de luchar contra la deforestación clandestina.